# Polyorycta dimidialis
Polyorycta dimidialis là một loài bướm đêm trong họ Noctuidae.